# Lojo
Lojo (llamada oficialmente Santa María de Loxo) es una parroquia y una aldea española del municipio de Touro, en la provincia de La Coruña, Galicia.

## Geografía
Dentro de su orografía destaca el monte de O Coto (392 metros). Posee un río, subafluente del río Ulla. En el territorio de Lojo se encuentra parte de una antigua explotación minera dedicada a la extracción de cobre.

## Comunicaciones
- Carreteras: El nexo principal de comunicación es la carretera AC-240 que vertebra todo el municipio de Touro.
- Autobuses: Hay servicios de autobuses diarios entre Lojo y Santiago de Compostela.
- Aeropuerto: Lojo está situado a escasos 10 kilómetros del aeropuerto de Lavacolla.

## Entidades de población
Entidades de población que forman parte de la parroquia:
- A Igrexa (A Eirexe)
- Arinteiro
- Bravos (Os Bravos)
- Capilla (A Capela)
- Casas Novas (As Casas Novas)
- Goleta (A Goleta)
- Goritas (As Goritas)
- Loxo
- Loureda
- Louredela
- O Cotiño
- Outeiro
- Peixón
- Torréis de Abajo (Os Torreis de Abaixo)
- Torréis de Arriba (Os Torreis de Arriba)
- Tribás
- Vilanova
- Vilaperre

## Demografía

### Parroquia
| Gráfica de evolución demográfica de Lojo (parroquia) entre 2000 y 2019 |
|                                                                        |
| Datos según el nomenclátor publicado por el INE.                       |

### Aldea
| Gráfica de evolución demográfica de Loxo (aldea) entre 2000 y 2019 |
|                                                                    |
| Datos según el nomenclátor publicado por el INE.                   |

## Economía
Lojo ha pasado de ser una parroquia eminentemente agrícola y ganadera a convertirse en lugar de residencia dependiente económicamente de los sectores secundarios y terciarios de Santiago de Compostela principalmente. 

## Patrimonio
- Iglesia de Santa María.
- Capilla de San Sebastián.
- crucero.

## Festividades
- O Coto en honor a San Sebastián (Primer fin de semana de julio).
- Santa María (15, 16 y 17 de agosto).